# Anopsicus clarus
Anopsicus clarus là một loài nhện trong họ Pholcidae. Loài này được phát hiện ở Jamaica.